# Dolores del Río
Dolores del Río, née María de los Dolores Asúnsolo López-Negrete le 3 août 1904, à Durango (Mexique) et morte le 11 avril 1983 à Newport Beach (Californie), est une actrice mexicaine.
Elle est considérée comme l'actrice la plus représentative et la plus renommée au niveau international du cinéma mexicain.

## Biographie
Dolores del Río a tenu des premiers rôles dans des films produits à Hollywood pendant la période du cinéma muet, et elle fut une actrice très populaire au Mexique.
Elle était la cousine de l'acteur Ramón Novarro. Sa riche famille a perdu tous ses biens pendant la révolution mexicaine. Un désir de reconstituer son style de vie confortable l'a conduite à suivre une carrière en tant qu'actrice. En 1921, elle épouse Jaime Martinez del Río, le couple émigre aux États-Unis. Le mariage a fini par un divorce mais Dolores del Río a conservé son nom d'épouse pour poursuivre une carrière en tant qu'actrice.

### Les fastes du muet
Elle est admirée en tant qu'une des plus belles femmes de l'écran, et sa carrière s'est épanouie jusqu'à la fin de l'époque du muet : découverte par Edwin Carewe (comme Oliver Hardy) qui veut la lancer comme un Rudolph Valentino au féminin, un sex symbol latin, c'est cependant Raoul Walsh qui lui donne son statut de star avec Au service de la gloire ; ce dernier la dirige ensuite dans deux films historiques, une adaptation de Mérimée et l'autre sur la révolution russe. Carewe n'est pas en reste avec Résurrection d'après Tolstoi et le mélodrame antiraciste Ramona, remake de D. W. Griffith et premier film sonorisé de la United Artists, qui remporte un triomphe. Del Rio remplace aussi l'actrice française Renée Adorée dans une production MGM, La Piste de 98, dirigée par Clarence Brown d'après le livre de Robert W. Service (d'habitude associé à Greta Garbo, autre nouvelle venue étrangère qui affole Hollywood).

### Les difficiles années 1930

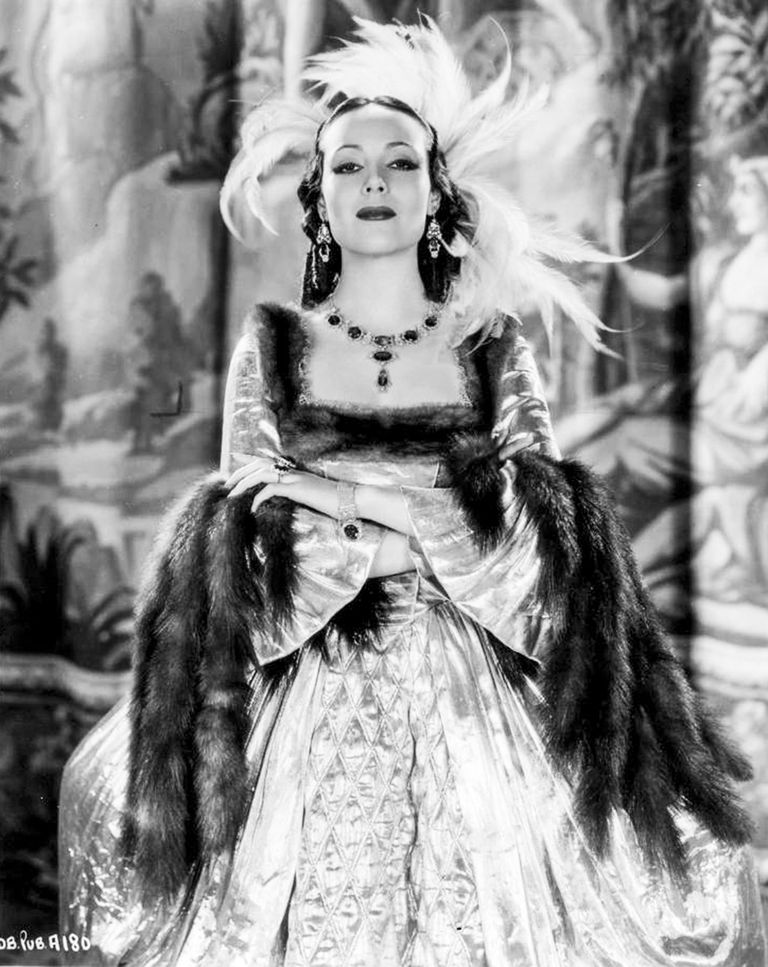
Dolores del Río dans Madame du Barry.

En 1930, elle épouse Cedric Gibbons, un des principaux directeurs artistiques de la Metro-Goldwyn-Mayer. En 1929, Evangeline de Carewe l'impose dans le cinéma parlant. Mais malgré L'Oiseau de paradis de King Vidor et Madame du Barry de William Dieterle (dont elle interprète le rôle-titre), avec l'arrivée des films parlants elle est reléguée dans des rôles exotiques dans des productions secondaires, où elle croise George Sanders et John Wayne. Par ailleurs Del Rio refuse de participer au film Viva Villa ! qu'elle juge « anti-mexicain », Fay Wray prenant alors sa place.
En 1934, Dolores del Río est victime de « la chasse aux sorcières » menée contre « les rouges » à Hollywood. Avec James Cagney, son compatriote et parent Ramón Novarro et Lupe Vélez (dont elle écrasait les plates-bandes en tant que « bomba latina »), elle est accusée de promouvoir le communisme en Californie, ce qui aura des conséquences sur sa carrière.

### Welles et le Mexique
Elle divorce de Cedric Gibbons en 1941, et entame une relation avec Orson Welles, de dix ans son cadet, qui est tombé amoureux d'elle. Classée dans les « Box Office Poisons » avec Joan Crawford, Greta Garbo, Marlene Dietrich, Mae West et Katharine Hepburn, son amant produit et codirige pour elle Voyage au pays de la peur, dont l'échec la détermine à quitter Hollywood. Dolores Del Rio ne reviendra qu'occasionnellement pour John Ford (Dieu est mort avec Henry Fonda, Les Cheyennes) et Elvis Presley, dont elle joue la mère dans Les Rôdeurs de la plaine de Don Siegel.
Elle revient au Mexique dès 1942 et commence à tourner en espagnol, ce qui lui apporte un grand succès au Mexique et en Amérique centrale au cours des vingt années suivantes. Elle fait sa dernière apparition à l'écran au côté d'Anthony Quinn et Katy Jurado dans The Children of Sanchez.
Elle est morte d'une affection hépatique le 11 avril 1983 à Newport Beach, en Californie, et a été enterrée à Mexico au Mexique.

## Filmographie

### Cinéma

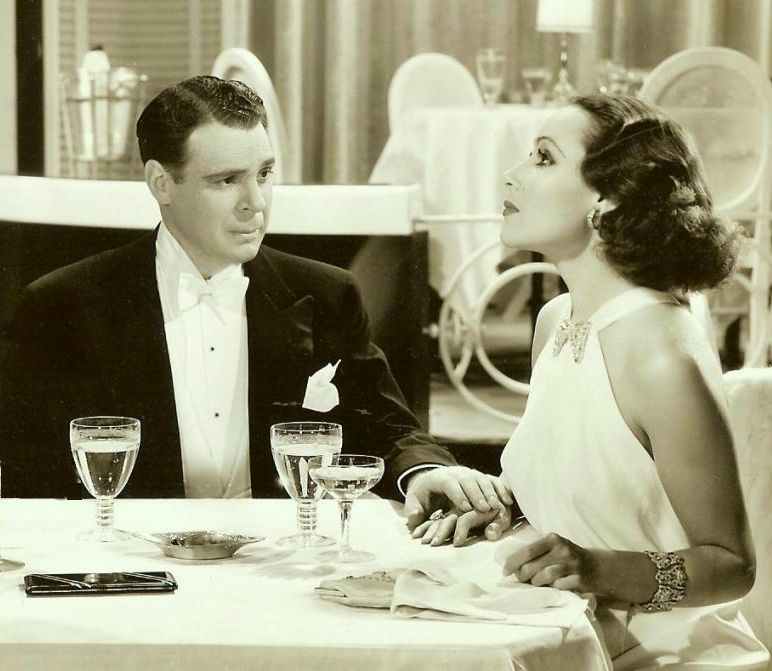
Avec dans I Live for Love, (1935).

- 1925 : Le Nouveau dieu (Joanna) d'Edwin Carewe : Carlotta de Silva
- 1926 : High Steppers d'Edwin Carewe : Evelyn Iffield
- 1926 : Pals First d'Edwin Carewe : Jeanne Lamont
- 1926 : Au service de la gloire (What Price Glory) de Raoul Walsh : Charmaine de la Cognac
- 1927 : Resurrection d'Edwin Carewe : Katyusha Maslova
- 1927 : The Loves of Carmen de Raoul Walsh : Carmen
- 1928 : La Piste de 98 (The Trail of '98) de Clarence Brown : Berna
- 1928 : La Danse rouge (The Red Dance) de Raoul Walsh : Tasia
- 1928 : Ramona d'Edwin Carewe : Ramona
- 1928 : Vengeance (Revenge) d'Edwin Carewe : Rascha
- 1929 : Evangeline d'Edwin Carewe : Evangeline
- 1929 : Le château de sable (en) (No Other Woman) de Lou Tellegen : Carmelita de Granados
- 1930 : The Bad One de George Fitzmaurice : Lita
- 1932 : Girl of the Rio de Herbert Brenon : Dolores
- 1932 : L'Oiseau de paradis (Bird of Paradise) de King Vidor : Luana
- 1933 : Carioca (Flying Down to Rio) de Thornton Freeland : Belinha de Rezende
- 1934 : Wonder Bar de Lloyd Bacon et Busby Berkeley : Inez
- 1934 : Madame du Barry de William Dieterle : Madame du Barry
- 1935 : In Caliente de Lloyd Bacon : Rita Gomez
- 1935 : Je vis pour aimer (I Live for Love) de Busby Berkeley : Donna Alvarez
- 1935 : La Veuve de Monte-Carlo (The Widow from Monte Carlo) d'Arthur Greville Collins : Inez, Duchesse de Rye
- 1936 : Le Danger d'aimer (en) (Accused) de Thornton Freeland : Gaby Seymour
- 1937 : La Danseuse de San Diego (The Devil's Playground) d'Erle C. Kenton : Carmen
- 1937 : Amour d'espionne (Lancer Spy) de Gregory Ratoff : Dolores Daria Sunnel
- 1938 : Concession Internationale d'Eugene Forde : Lenore Dixon
- 1940 : L'Homme du Dakota (The Man from Dakota) de Leslie Fenton : Eugenia Jenny Sanford
- 1943 : L'Ouragan (Flor silvestre) d'Emilio Fernández : Esperanza
- 1943 : Voyage au pays de la peur (Journey Into Fear) de Norman Foster et Orson Welles : Josette Martel
- 1944 : María Candelaria d'Emilio Fernández : Maria Candelaria
- 1945 : Les Abandonnées d'Emilio Fernández : Margarita Pérez
- 1945 : Bugambilla d'Emilio Fernández : Amalia de los Robles
- 1945 : La Jungle en feu (La selva de fuego) de Fernando de Fuentes : Estrella
- 1946 : Double Destinée (La otra) de Roberto Gavaldón : Magdalena Montes de Oca / Maria Méndez
- 1947 : Dieu est mort (The Fugitive) de John Ford : une femme indienne
- 1948 : Historia de una mala mujer de Luis Saslavsky : Mrs. Erlynne
- 1949 : La Mal aimée (La Malquerida) de Emilio Fernández : Raimunda
- 1950 : La Maison de l'amour perdu (La casa chica) de Roberto Gavaldón : Amalia Estrada
- 1951 : Deseada de Roberto Gavaldón : Deseada
- 1951 : Doña Perfecta d'Alejandro Galindo : Doña Perfecta
- 1953 : Reportaje d'Emilio Fernandez : Maria Cristina
- 1953 : L'Enfant et le Brouillard (El niño y la niebla) de Roberto Gavaldón : Marta
- 1955 : Señora ama de Julio Bracho : Dominica
- 1958 : ¿Adónde van nuestros hijos? de Benito Alazraki : Doña Rosa
- 1959 : La cucaracha d'Ismael Rodríguez : Isabel
- 1960 : Les Rôdeurs de la plaine (Flaming Star) de Don Siegel : Neddy Burton
- 1962 : El pecado de una madre d'Alfonso Corona Blake : Gabriela del Valle
- 1964 : Les Cheyennes (Cheyenne Autumn) de John Ford : la femme espagnole
- 1966 : La dama del alba de Francisco Rovira Beleta : Mère
- 1966 : Casa de mujeres de Julián Soler : Hilda Moreno (la Doña)
- 1967 : La Belle et le Cavalier (C'era una volta…) de Francesco Rosi : la Reine mère
- 1967 : Rio Blanco de Roberto Gavaldón : une révolutionnaire
- 1978 : The Children of Sanchez de Hall Bartlett : Grand-mère Paquita

## Distinction
- 1926 : WAMPAS Baby Stars